# DKF Folklore
La DKF Folklore è stata una casa discografica italiana, attiva negli anni '60.

## Storia
La DKF Folklore - Produzioni Discografiche Torino fu fondata nei primi anni '60 a Torino (inizialmente con il solo nome Folklore) dal musicista e direttore d'orchestra Happy Ruggiero, che in seguito divenhe il proprietario degli studi di registrazione Format; la sede dell'etichetta era a Torino in via Pietro Micca 17.
Inizialmente la casa discografica produsse dischi di folk, ma presto ampliò i propri generi, stampando dischi di cantanti melodici come Mariolino Barberis o Tony Pagliaro o di gruppi beat come I Ragazzi del Sole; per lo più, comunque, gli artisti del suo catalogo furono artisti piemontesi.
Tra i cantanti che incisero per la DKF è da ricordare anche Silvana Aliotta (che negli anni '70 diventerà la voce solista del noto gruppo di rock progressivo Circus 2000), che pubblicherà alcuni dischi per l'etichetta con il nome d'arte Silva Grissi, tra cui Il processo, cover di End of the world degli Aphrodite's Child.
La DKF era anche proprietaria di una sottoetichetta, la Scat.
All'inizio degli anni settanta la DKF cesserà le attività.

## Dischi
La datazione qui riportata si basa sull'etichetta del disco o sulla copertina; qualora nessuno di questi elementi abbia una datazione, è basata sulla numerazione del catalogo; talora è, infine, basata sul codice della matrice di stampa. Se esistenti, sono riportati, oltre all'anno, il mese e il giorno (quest'ultimo dato si trova, a volte, stampato sul vinile).

### 33 giri - Serie 30
| Numero di catalogo | Anno       | Interprete                                                                | Titoli                           |
| ------------------ | ---------- | ------------------------------------------------------------------------- | -------------------------------- |
| F 30013            | 1965       | Peps Garino e i Cosacchi                                                  | Centochitarre                    |
| FS 30013           | 1965       | Gli Stereo                                                                | Centochitarre                    |
| KS 30033           | 1966       | Happy Ruggiero, Gli Stereo e altri                                        | Colonna sonora in tre dimensioni |
| KS 30056           | 1969       | Happy Ruggiero                                                            | Per te                           |
| KS 30060           | Marzo 1969 | Nando Francia                                                             | Follie paesane                   |
| KS 30067           | 1969       | Poker di Voci, Lina Chiusso, Pino Cerruti, Carlo Pierangeli, Franca Frati | Folk Italia - Canti n. 1         |
| KS 30072           | 1969       | I Ragazzi del Sole, The Solist Group e The Juniors                        | Help hush hey                    |
| KS 30122           | 1969       | Happy Ruggiero, con Silva Grissi e Raf Cristiano                          | Inno all'amore                   |
| KS 30136           | 1970       | Happy Ruggiero                                                            | Love letters                     |
| KS 30138           | 1970       | I Ragazzi del Sole                                                        | Il suono del sole                |
| KS 30155           | 1970       | Artisti vari                                                              | Colonna sonora                   |
| KS 30160           | 1971       | Misterbianco                                                              | Alto gradimento                  |

### 33 giri - Serie 15
| Numero di catalogo | Anno | Interprete      | Titoli                            |
| ------------------ | ---- | --------------- | --------------------------------- |
| F/S 15169          | 1968 | Umberto Bettini | Canti e balli dell'Emilia Romagna |

### 33 giri - Serie 23
| Numero di catalogo | Anno | Interprete                  | Titoli                   |
| ------------------ | ---- | --------------------------- | ------------------------ |
| F/S 23140          | 1969 | Tony Pagliaro e i Picciotti | Canzoni del fico d'india |

### 33 giri - Serie FPM
| Numero di catalogo | Anno | Interprete                | Titoli                    |
| ------------------ | ---- | ------------------------- | ------------------------- |
| FPM 005            | 1966 | Pino Cerruti e i Diapason | Arie del vecchio Piemonte |

### EP
| Numero di catalogo | Anno | Interprete                | Titoli                    |
| ------------------ | ---- | ------------------------- | ------------------------- |
| FLK 1 pm 001       | 1966 | Pino Cerruti e i Diapason | Arie del vecchio Piemonte |

### 45 giri - serie 10xxx
| Numero di catalogo | Anno | Interprete                                                                | Titoli                                  |
| ------------------ | ---- | ------------------------------------------------------------------------- | --------------------------------------- |
| FK 11037           | 1967 | Mariolino Barberis (sul lato A)/Lina Chiusso (sul lato B)                 | Salvé Venesia/Raconto d'inverno         |
| FK 11229           | 1968 | Lina Chiusso                                                              | Moreto moreto/Sensa schei niente ciasso |
| FK 12015           | 1968 | Giuseppe Marzari, i Suoi Mugugni e il Trio Universal – Voci Della Liguria | 'A casa storica/Canson 'a reversa       |

### 45 giri - serie 23xxx
| Numero di catalogo | Anno | Interprete                      | Titoli                              |
| ------------------ | ---- | ------------------------------- | ----------------------------------- |
| FK 23005           | 1966 | Carlo Pierangeli e Franca Frati | Danse valdôtaine/Bela Tolera        |
| FK 23006           | 1966 | Tony Pagliano                   | Vitti 'na crozza/Li beddi pira      |
| FK 23007           | 1966 | Tony Pagliano                   | A canzuna du carritteri/A puti putè |

### 45 giri - serie 30xxx
| Numero di catalogo | Anno           | Interprete                                                               | Titoli                                             |
| ------------------ | -------------- | ------------------------------------------------------------------------ | -------------------------------------------------- |
| FK 30011           | 1966           | Poker di Voci                                                            | Quel mazzolin di fiori/Son deciso a prender moglie |
| FK 30012           | 1966           | Poker di Voci                                                            | Oh! Mio carino/La vien dalla montagna              |
| FK 30013           | 1966           | Maddalena Salvatore                                                      | Solo più che mai/Una cosa da nulla                 |
| KF 30030           | 1967           | Tony Pagliano                                                            | L'immensità/Maria...ti prego                       |
| KF 30032           | 1967           | I Rangers                                                                | Non scocciare/Winchester cathedral                 |
| KF 30035           | 1967           | I Rangers                                                                | Good by mr. Flintston/La città sommersa            |
| KF 30036           | Luglio 1967    | Gina Gey                                                                 | Due occhi fra noi/Qualcosa di blu                  |
| KF 30038           | Settembre 1967 | Germana Caroli                                                           | Forse/La colpa più grande                          |
| KF 30042           | 1967           | Mariolino Barberis                                                       | Questa è la città/Tu lo vedrai                     |
| KF 30043           | 1967           | Giusy Boidi                                                              | Non fai per me/Il costume                          |
| KF 30047           | 1967           | The Juniors                                                              | Groovin'/Solo solo solo                            |
| KF 30047 bis       | 1967           | The Juniors                                                              | Il ragazzo di argilla/Solo solo solo               |
| KF 30050           | 1968           | Mariolino Barberis                                                       | Il posto mio/Agnese                                |
| KF 30052           | 1968           | Silva Grissi                                                             | Vorrei/Sopra le nuvole                             |
| KF 30069           | 1968           | Silva Grissi                                                             | Il processo/Dea dei giovani                        |
| KF 30076           | 1970           | Mariolino Barberis                                                       | Un pianoforte nella sera/Rosso il tramonto         |
| KF 30080           | 1970           | I Ragazzi del Sole (sul lato A)/Romano Farinatti/Nat Romano (sul lato B) | Hey Jude/Eloise                                    |

### 45 giri - Scat
| Numero di catalogo | Anno | Interprete         | Titoli                                                                      |
| ------------------ | ---- | ------------------ | --------------------------------------------------------------------------- |
| SC 53              | 1968 | Domivit            | Meglio star solo/Guardati intorno                                           |
| SC 54              | 1968 | I Giaguari         | Me ne andrò/Non ti scorderò                                                 |
| SC 55              | 1968 | Rita Arnoldi       | È ora di cantare/Fammi ballare lo shake                                     |
| SC 75              | 1969 | Umberto Bettini    | Mattino/Alla fine della strada/Chi si vuol bene come noi/Bambina innamorata |
| SC 83              | 1969 | Carlo Givo E I Sub | Turnè al vost' paisot!/Am pias Savian...                                    |